# Sociedad & Tecnología
Sociedad & Tecnología es una revista científica del Instituto Tecnológico Superior Jubones, editada desde el año 2018 de forma cuatrimestral. 
La revista publica artículos novedosos y de alta calidad que se centran en el campo de las Humanidades y las Ciencias Sociales. Además, se publican investigaciones con temas nuevos e interesantes en las siguientes secciones: Educación y evaluación, Lengua y literatura, Medios de comunicación y periodismo, Política y gobernanza, Psicología, Trabajo Social, Sociología y Economía. El objetivo principal de la revista es incrementar la productividad científica en los campos de la investigación en Humanidades y Ciencias Sociales, principalmente desde Latinoamérica.

## Sistema de Revisión
El dictamen de los textos en Sociedad & Tecnología se realiza por el método de doble ciego bajo términos de confidencialidad garantizado internamente por la infraestructura de Open Journal Systems y las prácticas de anonimato por parte de los actores involucrados en el proceso. Los revisores o dictaminadores deben ser, según su política, "especialistas en el área de investigación del trabajo a dictaminar y son propuestos por el Comité Editorial". En el 95% de los casos, los dictaminadores son externos al Instituto Jubones.